# Orthocladius lapponicus
Orthocladius lapponicus är en tvåvingeart som beskrevs av Maurice Emile Marie Goetghebuer 1940. Orthocladius lapponicus ingår i släktet Orthocladius och familjen fjädermyggor. Arten är reproducerande i Sverige. Inga underarter finns listade i Catalogue of Life.